# Reima Karppinen
Reima Juhani Karppinen (Vehmaa, 27 de enero de 1958) es un deportista finlandés que compitió en remo. Es hermano del también remero Pertti Karppinen.
Ganó una medalla de plata en el Campeonato Mundial de Remo de 1981, en la prueba de doble scull.

## Palmarés internacional
| Campeonato Mundial | Campeonato Mundial | Campeonato Mundial | Campeonato Mundial |
| Año                | Lugar              | Medalla            | Prueba             |
| ------------------ | ------------------ | ------------------ | ------------------ |
| 1981               | Múnich (RFA)       | Medalla de plata   | Doble scull        |